# Short track al XVII Festival olimpico invernale della gioventù europea
Le gare di short track al XVII Festival olimpico invernale della gioventù europea si sono svolte dal 10 al 15 febbraio 2025 alla Batumi Ice Arena di Batumi
Sono stati disputati tre gare maschili, tre gare femminili e una gara mista, per un totale di 7 gare.

## Comitati olimpici partecipanti
Ogni nazione ha potuto iscrivere un massimo di 4 atleti, 2 uomini e 2 donne. In seguito alla sospensione degli atleti di Russia e Bielorussia da tutte le competizioni sportive dovuta all'invasione russa dell'Ucraina del 2022 le loro delegazioni non sono state incluse tra i comitati partecipanti, che sono elencati come segue:
- Belgio (2)
- Bulgaria (1)
- Croazia (2)
- Rep. Ceca (4)
- Danimarca (1)
- Estonia (1)
- Finlandia (1)
- Francia (4)
- Regno Unito (2)
- Ungheria (4)
- Italia (4)
- Lettonia (2)
- Lituania (1)
- Paesi Bassi (4)
- Norvegia (4)
- Polonia (4)
- Slovenia (3)
- Slovacchia (2)
- Turchia (4)
- Ucraina (4)

## Podi

### Ragazzi
| Evento           | Oro              | Argento            | Bronzo         |
| 500m (dettagli)  | Filippo Pezzoni  | Franciszek Izbicki | Árendás Mihály |
| 1000m (dettagli) | Alessandro Picco | Filippo Pezzoni    | Berat Efe Dal  |
| 1500m (dettagli) | Jesper Schmitz   | Filippo Pezzoni    | Elio Calanca   |

### Ragazze
| Evento           | Oro                      | Argento                  | Bronzo           |
| 500m (dettagli)  | Isra Gharsallaoui        | Natasa Molnar            | Mariia Khokhelko |
| 1000m (dettagli) | Mariia Khokhelko         | Lisa-Victoria Ngo Mouaha | Natasa Molnar    |
| 1500m (dettagli) | Lisa-Victoria Ngo Mouaha | Daria Daszuta            | Mariia Khokhelko |

### Gare miste
| Evento               | Oro                                                                       | Argento                                                                       | Bronzo                                                                |
| Staffetta (dettagli) | Ungheria Flora Kiss Gebora Natasa Molnár Mihaly Arendas Bence Benedek Kun | Francia Lisa-Victoria Ngo Mouaha Isra Gharsallaoui Elio Calanca Nathan Muller | Turchia Nisa Nur Fidan Derya Karadag Berat Efe Dal Yusuf Mirac Uludag |

## Medagliere
| Posiz. | Nazione     | Oro | Argento | Bronzo | Totale |
| ------ | ----------- | --- | ------- | ------ | ------ |
| 1      | Francia     | 2   | 2       | 1      | 5      |
| 2      | Italia      | 2   | 2       | 0      | 4      |
| 3      | Ungheria    | 1   | 1       | 2      | 4      |
| 4      | Ucraina     | 1   | 0       | 2      | 3      |
| 5      | Paesi Bassi | 1   | 0       | 0      | 1      |
| 6      | Polonia     | 0   | 2       | 0      | 2      |
| 7      | Turchia     | 0   | 0       | 2      | 2      |
| Totale | Totale      | 7   | 7       | 7      | 21     |